# Польский национализм
По́льский национали́зм (пол. Nacjonalizm polski) — политическое течение, в более широком значении — общественное настроение или мнение на бытовом или государственном уровне в Польше. Польский национализм начал проявляться в позднем Средневековье и в нынешнем виде стал формироваться с XIX века во время борьбы за независимость страны после разделов Польши. Польский национализм характеризуется, как в прошлом, так и в настоящем, сильным проявлением в общественной жизни традиционного христианского антисемитизма, как одного из элементов объединения народа, а также мессианизмом польского народа. Польский национализм также исторически может быть связан с проявлениями германофобии и русофобии.

## История
Польский национализм стал формироваться во время федерации Королевства Польского и Великого княжества Литовского, когда польское государство занимало наиболее обширную территорию за всю историю страны. Время Речи Посполитой стало для последующих поколений польских националистов своего рода романтической мечтой, выражающейся и в настоящее время в среде польских националистов и общественных деятелей лозунгом «Польска от можа до можа» («Польша от моря до моря» — то есть от Балтийского моря до Чёрного моря). В это же время стал формироваться особый национализм на основе польско-литовской идентичности, которая, в противовес соседним государствам, особенно к находящимся на востоке, объявляла многоконфессиональную и многонациональную Речь Посполитую образцом более гуманного и благородного государства. Национализм польско-литовской идентичности был распространён среди польской шляхты и основывался на идеях сарматизма и культурных ценностях Золотой вольности. Большое значение в развитии польского национализма приобрёл католицизм, который использовался националистической мыслью как элемент мессианизма польского народа и его самоидентификации.
Дальнейшее развитие польского национализма продолжилось во время разделов Польши. В это время развился современный польский национализм, приобретший черты романтизма. Одним из основоположников нового вида польского национализма стал Мауриций Мохнацкий, который в своих сочинениях вывел польский национализм из узких границ этнической принадлежности и придал ему романтический характер. Польские восстания за независимость Польши середины XIX века способствовали дальнейшему развитию польского национализма, который стал приобретать черты исключительности польского народа. Многие националисты этого времени способствовали формированию современного польского национализма на основе польской идентичности, связанной с католицизмом и современным определением нация, как принадлежности к институту гражданства. При этом из польской идентичности исключались евреи. Польский мессианизм в это время облёкся в литературные формы многих польских писателей и поэтов.
С конца XIX века польский национализм стал выражаться в деятельности различных политических партий. Особенный всплеск национализма произошёл после 20-х годов XX века. Этот период длился до начала Второй мировой войны. В это время к характерным чертам польского национализма, таким как антисемитизм, мессианизм и русофобия прибавился жидобольшевизм. Национализм стал одним из элементов деятельности различных общественных, политических партий и государственных органов. Одним из главных основоположников польского национализма этого периода стал Роман Дмовский, который основал националистическую партию Лагерь великой Польши и своею деятельностью вызвал расовый антисемитизм и пренебрежение к иным национальным меньшинствам, населявших Польшу.
Польский романтический мессианизм, пропагандировавшийся как более культурная и высшая идеологическая установка, использовался при колонизации и полонизации соседних славянских народов на Восточных Кресах.

### Польская русофобия
Борьба за независимость Польши выражалась среди польских интеллектуалов в ненависти к странам, разделившим страну и попыткам придать этим государствам и их народам уничижительные характеристики. В частности, в это время стала развиваться русофобия, сформированная в сочинениях польского историка и этнографа Франциска Духинского, который впервые выдвинул теорию о том, что русские не принадлежат к славянам и по своей сути являются монголами и не по праву присваивают себя название «русские». С этого времени термин «русский» (ruski) в польском обществе приобрёл уничижительный характер либо стал употребляться только по отношению к жителям, проживавшим на территории Древней Руси. Теория Франциска Духинского вызвала в польском обществе всплеск патриотизма и веры в «исключительность» польского народа и его объединяющей роли среди остальных славян. Польский мессианизм второй половины XIX века направил своё внимание к другим славянским народам, особенно по отношению к украинскому и белорусскому народам, которые согласно теории Франциска Духинского были славянами. Историческая Речь Посполитая продолжала существовать в общественной мысли как идеал справедливого и свободного государства, призванного объединить все славянские народы в единой федерации. В то же время романтический польский мессианизм противостоял русскому мессианизму, который описывался как деспотическая система, основанная на порабощении.

### Польский антисемитизм
В позднее средневековье в Речи Посполитой стал формироваться антисемитизм, источником которого стал привилей «Privilegium de non tolerandis Judaeis». В результате этого привилея началась массовая эмиграция еврейского населения на восточные территории Речи Посполитой, в частности в Киевское воеводство, после чего численность евреев в этнических польских воеводствах снизилась с 30 тысяч в начале XVI веке до 3 тысяч в 1630 году и достигла в Киевском воеводстве численности до 200 тысяч человек.
В первую четверть XX века в польском обществе были сильны теории еврейского заговора, который выражался в том, что евреи якобы хотели создать на территории Польши своё независимое государство Иудеополонию.
Для студентов и гимназистов еврейского происхождения в каждом учебном заведении было выделено специальное место, которое приобрело в последующем название «гетто за партами». В конце 30-х годов при планируемой польской колонизации Мадагаскара в государственных органах возникла идея решения еврейского вопроса, который предлагали разрешить переселением еврейского народа на Мадагаскар. В польском обществе был популярен лозунг «Евреи на Мадагаскар!». В конце 30-х годов XX столетия антисемитизм проявлялся в деятельности националистических студенческих организаций, которые, не ограничиваясь уже действующим пропорциональным принципом принятия евреев в высшие учебные заведения, требовали от властей ввести принцип Numerus nullus для абитуриентов еврейского происхождения.
В период Второй мировой войны польский национализм смягчил своё отношение к гражданам еврейской и иной национальности. Несмотря на многочисленные случаи помощи евреям польским населением и различными подпольными организациями, например, Жеготой, традиционный антисемитизм неосознанно оставался одним из самых главных элементов польской самоидентификации. Выражением это парадокса стал знаменитый манифест «Protest!» польской писательницы Зофьи Коссак-Щуцкой, выпущенный в августе 1942 года подпольным Фронтом Возрождения Польши, где в связи с трагедией Варшавского гетто автор характеризует отношение поляков к евреям следующими словами:

«В отношении преступления нельзя оставаться пассивным. Тот, кто молчит при виде убийства — становится соучастником убийцы. Кто не осуждает — тот позволяет. Потому берём слово мы, католики-поляки. Наши чувства по отношению к евреем не изменились. Мы по-прежнему считаем их политическими, экономическими и идейными врагами Польши. Более того, мы отдаём себе отчёт в том, что они ненавидят нас больше, чем немцев, возлагая на нас вину за своё несчастье. Почему, на каком основании — это остаётся тайной еврейской души, тем не менее это есть постоянно подтверждаемый факт. Сознание наличия таких чувств, однако, не освобождает нас от долга осуждения преступления.».
Оригинальный текст (пол.)"Wobec zbrodni nie wolno pozostawać biernym. Kto milczy w obliczu mordu - staje się wspólnikiem mordercy. Kto nie potępia - ten przyzwala. Zabieramy przeto głos my, katolicy - Polacy. Uczucia nasze względem żydów nie uległy zmianie. Nie przestajemy uważać ich za politycznych, gospodarczych i ideowych wrogów Polski. Co więcej, zdajemy sobie sprawę z tego, iż nienawidzą nas oni więcej niż Niemców, że czynią nas odpowiedzialnymi za swoje nieszczęście. Dlaczego, na jakiej podstawie - to pozostanie tajemnicą duszy żydowskiej, niemniej jest faktem nieustannie potwierdzanym. Świadomość tych uczuć jednak nie zwalnia nas z obowiązku potępienia zbrodni."

После войны коммунистические власти Польской Народной Республики, спекулируя традиционным польским антисемитизмом, применяли его в борьбе со своими политическими противниками. В послевоенное время в общественном сознании укрепилось мнение, что жидокоммуна — союз евреев и русских — захватила власть в Польше.

### События 1967—1968 годов
В 1967 году, перед лицом нарастающего внутриполитического и экономического кризиса, а также учитывая то, что в соседней социалистической Чехословакии разворачивалась Пражская весна, власти Польской Народной Республики приняли решение для укрепления своего режима использовать антисемитские тенденции в польском обществе. Ухудшились отношения Польши с Израилем. После того, как в марте 1968 года в Польше произошли студенческие волнения, официальные власти страны обвинили в их организации «сионистов». В стране развернулась «антисионистская», а по сути антисемитская кампания. Глава государства, 1-й секретарь Центрального Комитета Польской Объединённой Рабочей Партии (ПОРП) Владислав Гомулка охарактеризовал польских евреев «пятой колонной» израильского сионизма. Происходили массовые увольнения евреев, что вызвало их массовую эмиграцию из страны (около 20 тысяч человек).

### Национал-коммунизм в ПНР 1980-х
В период политического кризиса начала 1980-х годов, противостояния ПОРП с профсоюзом Солидарность была создана национал-коммунистическая организация Патриотическое объединение «Грюнвальд». Эта структура продолжала политические традиции Гомулки и партийных фракций «Натолинцы» и «Партизаны». Кадровую основу «Грюнвальда» создали отставные военные и представители националистической интеллигенции. Организации покровительствовали представители консервативной номенклатуры ПОРП, использовавшие националистическую и антисемитскую риторику в борьбе против «Солидарности». Патриотическое объединение «Грюнвальд» просуществовало до 1995 года. В Третьей Речи Посполитой активисты организации примкнули к правонационалоистическим и популистским партиям.

### Националистические партии XX века
- Всепольский лагерь;
- Лагерь великой Польши;
- Лагерь национального объединения;
- Национальная радикальная организации;
- Национально-народная военная организация;
- Национально-социалистическая рабочая партия;
- Национально-радикальный лагерь;
- Партия национальных социалистов;
- Польская национально-социалистическая партия;
- Союз фашистов (Польша).

## Настоящее время
В настоящее время польский национализм сохранил свои традиционные черты. Польское общество характерно своей ксенофобией, и в нём, так же как и раньше, популярны антисемитизм и идеи Франциска Духинского. Партии правого толка спекулируют романтическим национализмом. По мнению сотрудника Центра украинистики и белорусистики МГУ и научного сотрудника Института славяноведения РАН Олега Неменского, русофобия является одной из главных черт польской культуры, в которой Россия и русские представляются в исключительно отрицательных характеристиках. Согласно польскому профессору-русисту Анне Разьны современная политика Польши «по отношению к России является переживанием антироссийских комплексов, основанных на глубоком, неизбывном ресентименте относительно России». Русофобия культивируется в польском обществе на различных уровнях общественной жизни и является критерием, идентифицирующим польский патриотизм. В отношении к России польский национализм также характеризуется мартирологическими настроениями, которые получили дальнейшее развитие после Катынского расстрела и авиакатастрофы под Смоленском. В настоящее время в политической мысли в Польше превалирует политологическая концепция Ежи Гедройца, которая предполагает построение независимых от России и управляемых Польшей линии государств Литва-Белоруссия-Украина как элемента противовеса и ослабления России. Русист Анна Разьны считает эту концепцию ошибочной. Российский политолог Лилия Шевцова считает концепцию Ежи Гедройца позитивной по отношению к России.
Несмотря на декларируемые демократические ценности и крайне малую проживающих в Польше численность евреев (около 8 тысяч человек), в польском обществе продолжает своё существование антисемитизм в различных формах его проявлениях. В культивации антисемистских настроений и русофобии большое влияние имеют «Радио Мария» и средства массовой информации партий правого направления. В настоящее время в Польше действуют несколько неофициальных и зарегистрированных националистических партий.

### Современные националистические партии
- Всепольская молодёжь
- Лига польских семей
- Национальное возрождение Польши;
- Национальная партия
- Национально-радикальный лагерь (1993)
- Национально-радикальное движение Фаланга
- Польская национальная партия
- Польский национальный фронт
- Национальное движение
- Конфедерация польской короны
- Лагерь Великой Польши